# 师图尔

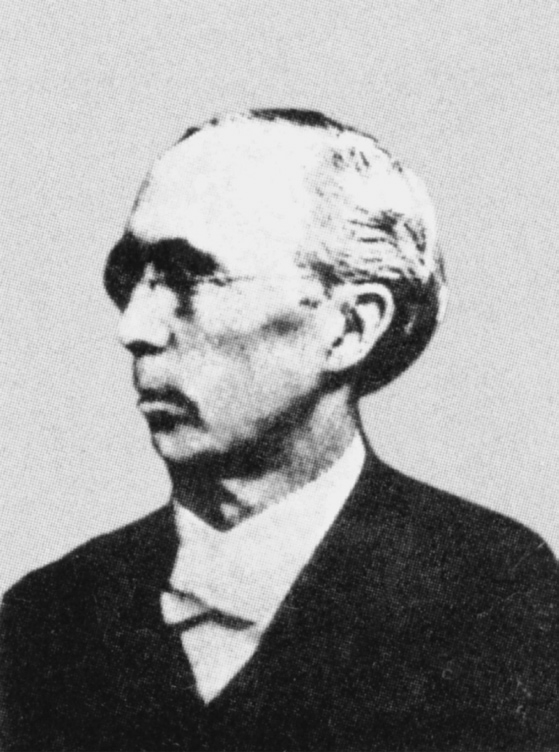
师图尔。

师图尔（George Arthur Stuart，1859年12月31日—1911年7月25日），字书林，美国马里兰州人，教育家。1897年-1908年任汇文书院第二任院长。

## 生平
1859年12月31日，师图尔生于美国马里兰州，是家中十二个孩子中最小的一个。他的父亲是美以美会牧师。在他幼年时，一家人迁居爱荷华州。他在辛普森学院获硕士学位，又在爱荷华大学获医学学位。1895年，利用传教的休假时间，他在哈佛大学获医学学位。
1886年，师图尔受美以美会派遣，到中国传教。在南京与比必在合作数月后，他去芜湖做医疗传教工作，1888年创办弋矶山医院。1896年，调汇文书院任医科总教习。
1897年，福开森辞去汇文书院院长职务，师图尔接任院长。接任院长后，他改良功课，添置仪器，增聘教习，扩充校址，建设校舍，并建立青年会会堂，使汇文书院“匪特冠绝东南，实侨居中国人士所组织教育事业而首屈一指者也。”
师图尔翻译著作甚多，如《圣经研究》《美以美会教会例文》《贫血病与组织学形态学及血液化学之特别关系》《解剖学名词表》《医科学生之习练法》，并且编写了一本关于中国传统药物的书，为向中国介绍西方医学和向西方介绍中国传统医学作出了突出的贡献。
因为所学的关系，师图尔大力建设汇文书院的医科。师图尔掌汇文10余年，对汇文书院的发展颇有贡献，但他对汇文书院和当时南京的另外两所基督教书院合并一事持异议，而三书院的董事部已经通过合并方案。1908年，师图尔乃辞职赴上海任《兴华报》主编，1911年7月25日在上海去世。